# Bádenští
Bádenští (německy Haus Baden) je německá panovnická dynastie patřící mezi německou vysokou šlechtu. Původ tohoto rodu je v regionech Breisgau, Ortenau, Baar, Hegau a Thurgau.

## Historie

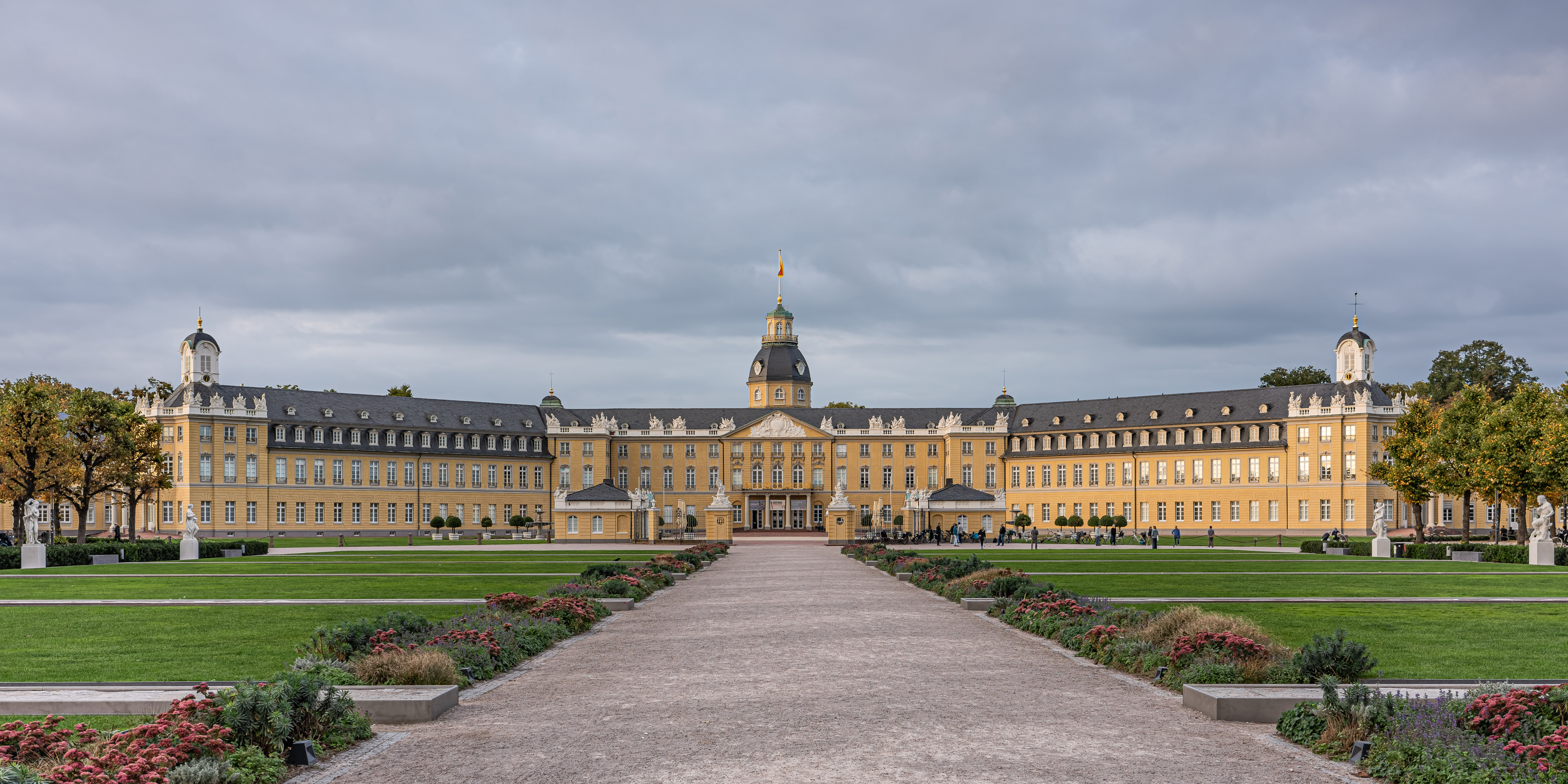
Rezidenční zámek Karlsruhe

Již ve vrcholném středověku získali společní předkové Zähringové a pozdější panovnický dům Bádenských v uvedených regionech hraběcí práva, a patřili tak mezi nejvýznamnější rody v jihovýchodní části Švábského vévodství.
Současným hlavním představitelem rodu je Maxmilián Ondřej markrabě bádenský